# Beacon (New York)
Pour les articles homonymes, voir Beacon.
Beacon est une ville du comté de Dutchess, dans l'État de New York, aux États-Unis.

## Histoire
La région connue sous le nom de Beacon a été colonisée par les Européens comme les villages de Matteawan et Fishkill Landing en 1709.

## Source
- (en) Cet article est partiellement ou en totalité issu de l’article de Wikipédia en anglais intitulé « Beacon, New York » (voir la liste des auteurs).